# Llista de topònims de la Vilella Alta
Llista de topònims (noms propis de lloc) del municipi de la Vilella Alta, al Priorat
Informació actualitzada per un bot. Els canvis manuals es perdran quan s'actualitzi!

## masia
| imatge | Nom             | Ubicat a        | instància de | Detalls | coordenades                                                          | Protecció | Commons (més fotos) | Dades a WD                    |
| ------ | --------------- | --------------- | ------------ | ------- | -------------------------------------------------------------------- | --------- | ------------------- | ----------------------------- |
|        | Mas del Batistó | la Vilella Alta | masia        |         | 41° 12′ 44″ N, 0° 46′ 57″ E / 41.2122504166236°N,0.782557325118501°E |           |                     | Modifica les dades a Wikidata |
|        | Mas del Sastre  | la Vilella Alta | masia        |         | 41° 12′ 53″ N, 0° 46′ 52″ E / 41.21475556°N,0.78101667°E             |           |                     | Modifica les dades a Wikidata |

## muntanya
| imatge | Nom                   | Ubicat a                            | instància de | Detalls | coordenades                                                         | Protecció | Commons (més fotos) | Dades a WD                    |
| ------ | --------------------- | ----------------------------------- | ------------ | ------- | ------------------------------------------------------------------- | --------- | ------------------- | ----------------------------- |
|        | Punta de les Bassetes | Torroja del Priorat la Vilella Alta | muntanya     |         | 41° 14′ 03″ N, 0° 47′ 28″ E / 41.23420972°N,0.79124167°E 514.3 msnm |           |                     | Modifica les dades a Wikidata |
|        | el Tormo              | la Vilella Alta                     | muntanya     |         | 41° 14′ 27″ N, 0° 47′ 08″ E / 41.2408°N,0.785508°E 367.5 msnm       |           |                     | Modifica les dades a Wikidata |

## serra
| imatge | Nom                   | Ubicat a | instància de | Detalls            | coordenades                                                         | Protecció | Commons (més fotos) | Dades a WD                    |
| ------ | --------------------- | --- | ------------ | ------------------ | ------------------------------------------------------------------- | --------- | ------------------- | ----------------------------- |
|        | Serra de la Creu Alta | la Vilella Alta | serra        |                    | 41° 14′ 26″ N, 0° 47′ 54″ E / 41.24042222°N,0.79820278°E 555.5 msnm |           |                     | Modifica les dades a Wikidata |
|        | serra de Montsant     | la Morera de Montsant Cabassers Ulldemolins Cornudella de Montsant la Vilella Alta la Vilella Baixa la Bisbal de Montsant la Figuera Margalef | serra        | Superfície: 135km² | 41° 17′ 35″ N, 0° 47′ 52″ E / 41.29295278°N,0.79780278°E            |           | Montsant            | Modifica les dades a Wikidata |

## Misc
| imatge | Nom                                  | Ubicat a        | instància de                                   | Detalls                     | coordenades                                                          | Protecció                                  | Commons (més fotos) | Dades a WD                    |
| ------ | ------------------------------------ | --------------- | ---------------------------------------------- | --------------------------- | -------------------------------------------------------------------- | ------------------------------------------ | ------------------- | ----------------------------- |
|        | Can Vinyes                           | la Vilella Alta | casa                                           | Estil: arquitectura popular | 41° 13′ 31″ N, 0° 46′ 48″ E / 41.22532°N,0.78011°E                   | bé cultural d'interès local                |                     | Modifica les dades a Wikidata |
|        | Carrer Major                         | la Vilella Alta | carrer                                         | Estil: arquitectura popular | 41° 13′ 31″ N, 0° 46′ 46″ E / 41.22524°N,0.77951°E                   | bé cultural d'interès local                |                     | Modifica les dades a Wikidata |
|        | Forn de calç Solsida                 | la Vilella Alta | forn de calç                                   | Estil: arquitectura popular |                                                                      | bé integrant del patrimoni cultural català |                     | Modifica les dades a Wikidata |
|        | Pont dels Voltons                    | la Vilella Alta | pont                                           |                             | 41° 13′ 16″ N, 0° 46′ 30″ E / 41.2211488233813°N,0.775063354089361°E |                                            |                     | Modifica les dades a Wikidata |
|        | Santa Llúcia de la Vilella Alta      | la Vilella Alta | església                                       | Estil: arquitectura barroca | 41° 13′ 32″ N, 0° 46′ 49″ E / 41.22547°N,0.78033°E                   | bé cultural d'interès local                |                     | Modifica les dades a Wikidata |
|        | casa consistorial de la Vilella Alta | la Vilella Alta | casa consistorial                              |                             | 41° 13′ 28″ N, 0° 46′ 53″ E / 41.2245657°N,0.7812999°E               |                                            |                     | Modifica les dades a Wikidata |
|        | la Vilella Alta                      | la Vilella Alta | entitat singular de població capital municipal | 130 hab                     | 41° 13′ 31″ N, 0° 46′ 50″ E / 41.2253687°N,0.78055782°E 327 msnm     |                                            |                     | Modifica les dades a Wikidata |